# Sclerothyone
Genre
Sclerothyone est un genre d'holothuries (concombres de mer) de la famille des Sclerodactylidae.

## Liste des espèces
Selon World Register of Marine Species (10 octobre 2020) :
- Sclerothyone oloughlini Martins & Tavares, 2019
- Sclerothyone reichi Martins & Tavares, 2019
- Sclerothyone unicolumnus Thandar, 2008
- Sclerothyone velligera (Ludwig & Heding, 1935)